# 당질체학
당질체학(糖質體學, 영어: glycomics)은 단당 혹은 이당들이 사슬로 무한히 많은 경우의 수나 길이로 연결된것들을 오믹스적인 기법으로 연구하는 것을 말한다. 이것은 유전체학, 단백체학, 상호작용체학등과 더불어 현대 생물학의 가장 중요한 첨단 학문 분야이다.

## 같이 보기
- 생화학